# Трейман, Карл Васильевич
Ка́рл Васи́льевич (Гу́ставович) Тре́йман (даты жизни неизвестны) — русский архитектор.

## Биография
В 1864—1876 годах учился в Императорской Академии Художеств, но был отчислен. В 1888 году получил право на производство работ по гражданскому строительству и дорожной части. В 1889 году выиграл конкурс на проект главного дома Нижегородской ярмарки. В 1890-х работал в Москве. В 1892 году являлся архитектором Московского страхового от огня общества. В 1901 году служил архитектором Кредитного общества.

## Постройки
- Главный ярмарочный дом Нижегородской ярмарки, совместно с А. Трамбицким и А. И. фон Гогеном (1889, Нижний Новгород);
- Городская усадьба И. К. Прове (1892, Москва, Новая Басманная улица, 22/2);
- Московский речной яхт-клуб (1893, Болотная набережная, 1), объект культурного наследия регионального значения[1];
- Перестройка главного дома городской усадьбы И. К. Прове (1895, Москва, Старая Басманная улица, 17), объект культурного наследия регионального значения[1];
- Городская усадьба П. А. и Н. П. Павловых («Товарищества мануфактур, основанных И. И. Скворцовым») (1899—1900, Москва, Денежный переулок, 16/4)[2]), сейчас — посольство Габона;), заявленный объект культурного наследия[1];
- Доходное владение А. П. Нилуса — Х. Д. Спиридонова — С. В. Давыдовой (1891, Москва, Мясницкая улица, 13, во дворе), выявленный объект культурного наследия[1];
- Особняк банкира и промышленника А. Л. Кнопа (1900, Москва, Колпачный переулок, 5), объект культурного наследия регионального значения[1];
- Доходный дом (1904—1905, Большая Никитская улица, 22).